# 島原振興局

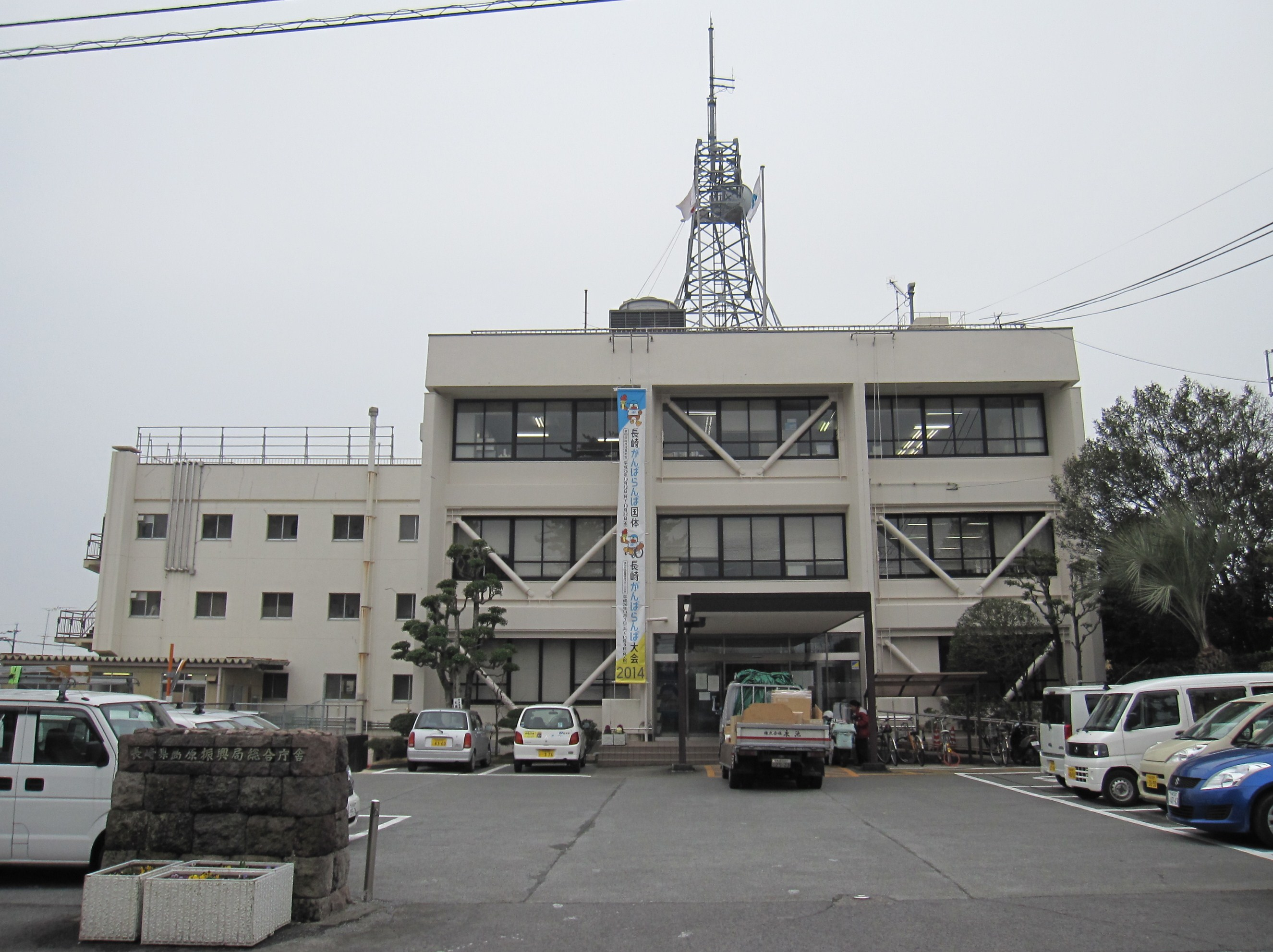
長崎県島原振興局総合庁舎

島原振興局（しまばらしんこうきょく）は、長崎県の島原半島を管轄する県の出先機関であり、島原市に置かれている。
2011年4月現在、長崎県内には振興局が7局（長崎・島原・県央・県北・五島・壱岐・対馬）あり、そのうちの5局（長崎・県央・五島・壱岐・対馬）は2009年（平成21年）の組織再編・名称変更で新しく振興局となったが、県北振興局は1963年（昭和38年）に、島原振興局は1967年（昭和42年）に設置されており、2009年以前より「振興局」として存在していた。

## 所在地
- 〒855-8501　島原市城内1丁目1205
  - 周辺には島原城、島原駅、島原市役所がある。
  - 部署によっては、住所が異なるものもある。「組織」の項目に（　　）で記す。

## 沿革
- 1967年（昭和42年）-島原振興局が設置された。[2]
- 2009年（平成21年）-長崎県の組織編成が行われた。
  - 県南保健所 →保健部
  - 農林部+島原農業改良普及センター+県南家畜保健衛生所+県南水産業普及指導センター→農林水産部
  - 建設部→ 建設部
- ※島原県税事務所は、県央振興局の税務部となり、島原出張所が設置されている。

## 主所管区
| 長崎地域 県北地域 県央地域 島原地域 | 五島地域 壱岐地域 対馬地域 |

- 島原市
- 南島原市
- 雲仙市

長崎県 地域区分図
長崎地域
県北地域
県央地域
島原地域
五島地域
壱岐地域
対馬地域
（濃色が市部、淡色が郡部）

- ※水産業普及指導センターのみ、諫早市も所管区となる。

## 組織
- 管理部
  - 総務課
    - パスポート業務は行っていない。[3]

- 保健部（県南保健所）（島原市新田町347-9）
  - 企画調整課
  - 衛生環境課
  - 地域保健課

- 建設部
  - 管理課
  - 用地課
  - 道路都市計画課
  - 河港課
  - 建築課

- 農林水産部
  - 農業振興課（島原市西八幡町8509-2）
  - 技術普及課 （同上）
  - 衛生課（県南家畜保健衛生所、島原市有明町大三東戊908-1）
  - 防疫課（同上）
  - 用地管理課
  - 土地改良課
  - 農村整備課
  - 林務課
  - 県南水産業普及指導センター（島原市新田町347-9）

## 関連事項
- 長崎県庁
- 県内の他の振興局
  - 長崎振興局
  - 県央振興局
  - 県北振興局
  - 五島振興局
  - 壱岐振興局
  - 対馬振興局